# Домаська сільська рада
Дома́ська сільська́ ра́да — колишній орган місцевого самоврядування у складі Лозівської міської ради Харківської області. Адміністративний центр — село Домаха.

## Загальні відомості
- Домаська сільська рада утворена в 1917 році.
- Територія ради: 35,1 км²
- Населення ради: 1 274 особи (станом на 2001 рік)

## Населені пункти
Сільській раді були підпорядковані населені пункти:
- с. Домаха
- с. Українське

## Склад ради
Рада складалася з 15 депутатів та голови.
- Голова ради: Литвиненко Тетяна Григорівна
- Секретар ради: Пронь Світлана Володимирівна

### Керівний склад попередніх скликань
| ПІБ                          | Основні відомості                                                                           | Дата обрання | Дата звільнення |
| ---------------------------- | ------------------------------------------------------------------------------------------- | ------------ | --------------- |
| Алєйник Віктор Дмитрович     | Сільський голова, 1952 року народження, безпартійний                                        | 26.03.2006   | 31.10.2010      |
| Литвиненко Тетяна Григорівна | Сільський голова, 1955 року народження, освіта вища, Всеукраїнське об'єднання «Батьківщина» | 31.10.2010   |                 |

Примітка: таблиця складена за даними джерела

### Депутати
За результатами місцевих виборів 2010 року депутатами ради стали:

#### За суб'єктами висування
| Суб'єкт висування                                       | Кількість обраних депутатів | %    |
| ------------------------------------------------------- | --------------------------- | ---- |
| Самовисування                                           | 10                          | 66,7 |
| Політична партія Всеукраїнське об'єднання «Батьківщина» | 4                           | 26,7 |
| Партія «Відродження»                                    | 1                           | 6,7  |

#### За округами
| № округу                                                | Прізвище, ім'я, по батькові      | Дата визнання обраним | Освіта         | Партійна приналежність                        | Відомості про обраного депутата                                          |
| ------------------------------------------------------- | -------------------------------- | --------------------- | -------------- | --------------------------------------------- | ------------------------------------------------------------------------ |
| Партія «ВІДРОДЖЕННЯ»                                    |                                  |                       |                |                                               |                                                                          |
| 3                                                       | Шелудько Василь Юрійович         | 04.11.2010            | Освіта вища    | позапартійний                                 | СТГО південна залізниця, начальник майстерень Лозівської дистанції колій |
| Політична партія Всеукраїнське об'єднання «Батьківщина» |                                  |                       |                |                                               |                                                                          |
| 1                                                       | Рюма Володимир Петрович          | 04.11.2010            | Освіта вища    | позапартійний                                 | ЗАТ ЛКМЗ, слюсар                                                         |
| 2                                                       | Рябова Наталія Анатоліївна       | 04.11.2010            | Освіта середня | член Всеукраїнського об'єднання «Батьківщина» | КОМ житло, прибиральниця                                                 |
| 6                                                       | Ткаченко Тетяна Григорівна       | 04.11.2010            | Освіта вища    | позапартійна                                  | фельдшерсько-акушерський пункт с. Домаха, акушер                         |
| 12                                                      | Пронь Світлана Володимирівна     | 04.11.2010            | Освіта вища    | член Всеукраїнського об'єднання «Батьківщина» | фельдшерсько-акушерський пункт с. Домаха, завідувачка                    |
| Самовисування                                           |                                  |                       |                |                                               |                                                                          |
| 4                                                       | Хелемендик Надія Іванівна        | 04.11.2010            | Освіта середня | позапартійна                                  | Домаська сільська рада, секретар                                         |
| 5                                                       | Шелудько Віталі Васильович       | 09.01.2011            | Освіта вища    | член Партії «ВІДРОДЖЕННЯ»                     | СТГО «Південна залізниця», бригадир майстерень ПЧ-4                      |
| 7                                                       | Тарасенко Світлана Федорівна     | 04.11.2010            | Освіта вища    | позапартійна                                  | Домаська загальноосвітня школа, вчитель музики                           |
| 8                                                       | Татарченко Михайло Миколайович   | 04.11.2010            | Освіта вища    | позапартійний                                 | ЗАТ Лозова буд., начальник відділу техніки безпеки                       |
| 9                                                       | Криворучко Володимир Олексійович | 04.11.2010            | Освіта вища    | позапартійний                                 | тепломережі, замісник директора                                          |
| 10                                                      | Лапоног Тетяна Яківна            | 04.11.2010            | Освіта середня | позапартійна                                  | пенсіонер                                                                |
| 11                                                      | Лацюга Тетяна Миколаївна         | 04.11.2010            | Освіта середня | позапартійна                                  | Домаська сільська рада, спеціаліст                                       |
| 13                                                      | Ганзенко Іван Іванович           | 04.11.2010            | Освіта середня | позапартійний                                 | підприємець                                                              |
| 14                                                      | Мелешко Любов Іллівна            | 04.11.2010            | Освіта середня | позапартійна                                  | домогосподарка                                                           |
| 15                                                      | Ганзенко Олександр Іванович      | 04.11.2010            | Освіта середня | позапартійний                                 | підприємець                                                              |